# Guerra de las cinco familias (El padrino)
La guerra de las cinco familias es uno de los pilares de la novela El Padrino de Mario Puzo y de la película del mismo nombre. La guerra de las cinco familias comienza cuando Virgil Sollozzo ordena matar a Don Vito Corleone por su negativa a tratar con drogas. Antes del intento de asesinato, Sollozzo mata al sicario de Vito Corleone (Luca Brasi) en el night-club de Bruno Tattaglia. Sollozzo planeaba matar al Don para poder negociar con su hijo Sonny, que creía que el negocio de las drogas sería muy bueno para la familia, pero el Don sobrevive. Solozo intenta rematar al Don en el hospital donde estaba internado sobornando al Capitán McCluskey para que sacara a los agentes que tenía allí, sin embargo Michael Corleone va a visitar a su padre a altas horas y descubre y desbarata la trampa. Al día siguiente Sonny Corleone manda a matar a Bruno Tattaglia. Después de esto, Sollozzo decide negociar con la familia Corleone por medio de Michael ya que piensa que esta es inofensivo. Sollozzo lleva a Michael a un restaurante italiano, en el transcurso de la conferencia Michael va al baño donde Peter Clemenza había escondido una pistola. Cuando vuelve, mata a Sollozzo de un disparo en la cabeza. Tras el asesinato Michael tiene que huir a Sicilia para no caer en manos de la policía. Mientras que Michael disfruta de unas largas vacaciones en Sicilia, su hermano Sonny se transforma en el Don de la familia. Pero Sollozzo tenía aliados muy poderosos y las cinco familias de New York se alían contra los Corleone (de ahí el nombre de la guerra). Finalmente, Don Emilio Barzini encarga el asesinato de Sonny Corleone. Con Sonny muerto y sus dos hijos exiliados (Fredo en las vegas y Michael en Sicilia) Vito Corleone se ve obligado a decretar la paz. Después de esta guerra el poder de los Corleone llega, aparentemente, a su ocaso. Pero cuando Michael toma el control de la familia mata a Barzini, a Carlo Rizzi (uno de los responsables de la muerte de Sonny), a Moe Greene, a Philip Tattaglia e incluso a uno de los caporegime de su padre que le traicionó (Salvatore Tessio) devolviendo de esta manera el poder de los Corleone a su antiguo esplendor.